# پری محل
پری محل (به هندی: परी महल) یک باغ تخت با هفت تراس واقع در بالای کوهستان زبروان بر فراز شهر سرینگر و جنوب غرب دریاچه دال است. این باع نمونه ای از معماری اسلامی نحت حمایت هنری امپراتور شاه جهاناست. این باغ که پنج دقیقه رانندگی با چشمه شاهی سرینگر در جامو و کشمیر، هند فاصله دارد.

## تاریخچه
پری محل توسط شاهزاده داراشکوه در اواسط قرن هفدهم ساخته شد. این باغ به عنوان یک کتابخانه و منزلگاه برای او بود. داراشکوه گفته می‌شود که در سال‌های ۱۶۴۰، ۱۶۴۵ و ۱۶۵۴ در اینجا زندگی می‌کرده‌است. بعدها بیشتر به عنوان یک رصدخانه، برای آموزش اختربینی و ستاره‌شناسی استفاده می‌شد. این باغ تحت مالکیت دولت جامو و کشمیر قرار دارد.

## نگارخانه
- منظری از باغ پری محل
- پری محل در شب
- تابلوی معرفی پری محل
- تابلوی معذفی پری محل
- نمایی از طبقات بالاتر
- درختانا هیمالیا دیده شده از پری محل
- اتاق زندانی
- باع پری محل
- باع پری محل
- نمایی از باغ
- نمایی از پری محل
- منظرهٔ لاغ از فاصلهٔ دور
- منظره دریاچه دال
- استخر طبقه دوم

## یادداشت
- Brookes, John. Gardens of Paradise: The History and Design of the Great Islamic Gardens. New York: New Amsterdam, 1987.
- Kak, Ram Chandra. Ancient Monuments of Kashmir. New Delhi: Sagar Publications, 1971.
- Sharma, Suresh K. , and S. R. Bakshi. Encyclopaedia of Kashmir. New Delhi: Anmol Publications Pvt Ltd, 1995.
- Temple, Richard. Journals Kept in Hyderabad, Kashmir, Sikkim, and Nepal. London: W.H. Allen, 1887.
- Jammu & Kashmir Tourism Ministry